# George Keppel (3e comte d'Albemarle)
Pour les articles homonymes, voir George Keppel.
George Keppel, 3e comte d'Albemarle, né à Londres le 5 avril 1724 et mort le 13 octobre 1772, est un aristocrate, militaire et un homme politique britannique du XVIIIe siècle. Il est connu pour sa prise de La Havane, en 1762, pendant la guerre de Sept Ans.

## Biographie

### Origines et famille
George Keppel est issu d'une riche et puissante famille flamande du duché de Gueldre qui a émigré en Angleterre, au XVIIe siècle. Il commence sa carrière militaire aux Pays-Bas en luttant contre les Français. Il est le fils de William Keppel, 2e comte d'Albemarle et de sa femme Anne Lennox (24 juin 1703–20 octobre 1789), elle-même fille de Charles Lennox, 1er duc de Richmond, et d'Anne Brudenell (petite-fille du roi Charles II d'Angleterre).

### Carrière militaire
Il est aspirant dans les Coldstream Guards en 1738, lieutenant-capitaine du 1er régiment de dragons en 1741, puis des Coldstreams en 1743. Nommé aide de camp du duc de Cumberland, en février 1745, il est promu lieutenant-colonel le 27 mai 1745. L'année suivante, il devient colonel et aide de camp du roi le 24 avril 1746. Il participe en 1745 à la bataille de Fontenoy comme une aide du Duc de Cumberland, frère du roi George II de Grande-Bretagne, et à la bataille de Culloden avec son père en avril 1746.
De retour à la vie civile, il entre au parlement comme député du Chichester en 1746. Il est nommé Lord of the Bedchamber du duc de Cumberland, en 1748, poste qu'il a occupé jusqu'à la mort du duc en 1765. Il devient le 3e comte de Albermale et le comté à la mort de son père en 1754, son jeune frère, Augustus Keppel le remplace comme député de Chichester.
Le 8 avril 1755, il est nommé colonel du 3e Régiment de Dragons (3rd The King's Own Hussars). Il est promu major-général le 1er février 1756 et lieutenant-général le 1er avril 1759. Il est nommé lieutenant-gouverneur de Jersey le 26 janvier 1761 et au Conseil privé le  28 janvier.
Keppel était le commandant en chef de l'invasion et l'occupation de La Havane en 1762. Ses frères cadets, le colonel Augustus Keppel et le capitaine William Keppel (1727-1782), prennent également part à l'expédition. Après un siège difficile, où les troupes avaient beaucoup souffert de la fièvre jaune, La Havane tombe aux mains des Britanniques.
Keppel a été fait Chevalier de l'Ordre de la Jarretière en 1765, et a été nommé gardien de Bagshot Park en 1766. En 1770, il épouse Anne Miller, fille de Sir John Miller, 4e baronnet avec qui il a un fils, Charles William Keppel, 4e comte d'Albemale (1772-1849 ; la reine Camilla est dans sa descendance). Il est fait général le 26 mai 1772, et est décédé en octobre de cette même année.